# Зарнештиј де Сланик (Бузау)
Зарнештиј де Сланик (рум. Zărneștii de Slănic) насеље је у Румунији у округу Бузау у општини Чернатешти. Oпштина се налази на надморској висини од 157 m.

## Становништво
Према подацима из 2002. године у насељу је живело 1250 становника, од којих су сви румунске националности.